# V2388 Ophiuchi
V2388 Ophiuchi (V2388 Oph / HD 163151 / HIP 6676) es un sistema estelar en la constelación de Ofiuco de magnitud aparente media +6,26.
Como primera aproximación, se puede considerar a V2388 Ophiuchi una estrella binaria —de magnitudes respectivas +7,4 y +7,6— con una separación de solo 0,088 segundos de arco.
Sin embargo, la componente más brillante, V2388 Ophiuchi A, es a su vez una binaria de contacto, por lo que el sistema es en realidad una estrella triple.
Se encuentra a 221 años luz de distancia del sistema solar.
Las componentes de la binaria de contacto están tan próximas entre sí que comparten las capas exteriores, siendo su período orbital de solo 0,8023 días (19,26 horas). 
Las dos estrellas, con temperaturas respectivas de ~ 6900 y 6349 K, tienen masas muy diferentes, siendo la relación entre éstas q = 0,187.
La componente primaria es 13,5 veces más luminosa que el Sol; tiene una masa de 1,80 masas solares y su radio es 2,60 veces más grande que el del Sol. La componente secundaria, 2,45 veces más luminosa que el Sol, posee una masa de 0,34 masas solares y un radio un 30% más grande que el solar.
La estrella primaria parece estar más evolucionada que la secundaria en el diagrama de Hertzsprung-Russell, y está finalizando su etapa como estrella de la secuencia principal.
El tipo espectral de esta binaria es F3V.
Completa el sistema estelar una estrella de 0,84 masas solares, que emplea 8,9 años en dar una vuelta alrededor de la binaria de contacto. La separación respecto al par interior es de ~ 6 UA.